# Lista de telenovelas brasileiras com mais capítulos
Esta é uma lista de telenovelas brasileiras em função de sua longa duração. Para efeitos de classificação nesta lista, foi escolhida como critério a exibição original de 250 capítulos ou mais, que excedem o valor máximo de duração convencional de boa parte das novelas, entre 160 a 220 capítulos, equivalentes a uma faixa entre cinco a nove meses. O gênero telenovela foi criado no Brasil em 1951, com a exibição de Sua Vida Me Pertence e tornou-se popular deste então, sendo por diversas vezes o formato televisivo com maior audiência dentre as emissoras e sua programação, além de serem vendidas para diversos países.
Malhação (exibida entre 1995 e 2020, ao longo de 27 temporadas possui um total de 6.222 episódios) e Chiquititas (exibida entre 1997 e 2001 pelo SBT, com 786 capítulos e 5 temporadas) são consideradas teledramaturgias ao estilo soap operas, por serem exibidas em mais de uma temporada com trocas de elenco, personagens e roteiro. Por isso, elas serão contabilizadas em uma lista a parte. 
Desta forma, se contabilizadas apenas as telenovelas com mais de 250 capítulos, a lista conta com 27 telenovelas exibidas por diversas emissoras e períodos de tempo. Redenção, de Raymundo López e exibida pala extinta TV Excelsior, é a maior telenovela brasileira. Em segundo lugar, há a trilogia Caminhos do Coração, Os Mutantes: Caminhos do Coração e Promessas de Amor, exibida pela Rede Record entre agosto de 2007 e agosto de 2009. Completando a lista, há 5 do SBT, 3 da Excelsior, 6 da Record, 2 da Band, 6 da Tupi, 2 da Manchete e 4 da Globo.Quantidade de capítulos

## Telenovelas
| #  | Título                             | Início                  | Término                | Temp. | Cap. | Emissora  | Autoria                                      | Diretor                                                         | Ref.                |
| -- | ---------------------------------- | ----------------------- | ---------------------- | ----- | ---- | --------- | -------------------------------------------- | --------------------------------------------------------------- | ------------------- |
| 1  | Chiquititas                        | 28 de julho de 1997     | 17 de janeiro de 2001  | 5     | 786  | SBT       | Gustavo Barrios Patricia Maldonado           | Herman Abrahamsohn Celina Amadeo                                | [ 3 ]               |
| 2  | Redenção                           | 16 de maio de 1966      | 2 de maio de 1968      | 1     | 596  | Excelsior | Raimundo Lopes                               | Dionísio Azevedo Waldemar de Moraes Reynaldo Boury              | [ 4 ]               |
| 3  | Trilogia Mutantes                  | 28 de agosto de 2007    | 3 de agosto de 2009    | 3     | 587  | Record    | Tiago Santiago                               | Alexandre Avancini                                              | [ 5 ] [ 6 ]         |
| 4  | As Aventuras de Poliana            | 16 de maio de 2018      | 13 de julho de 2020    | 1     | 564  | SBT       | Íris Abravanel                               | Reynaldo Boury                                                  | [ 7 ]               |
| 5  | Chiquititas                        | 15 de julho de 2013     | 14 de agosto de 2015   | 1     | 545  | SBT       | Íris Abravanel                               | Reynaldo Boury                                                  | [ 8 ]               |
| 6  | Os Imigrantes                      | 27 de abril de 1981     | 1 de novembro de 1982  | 1     | 459  | Band      | Benedito Ruy Barbosa                         | Atílio Riccó Henrique Martins                                   | [ 9 ]               |
| 7  | Rebelde                            | 21 de março de 2011     | 12 de outubro de 2012  | 2     | 410  | Record    | Margareth Boury                              | Ivan Zettel                                                     | [ 10 ]              |
| 8  | Carinha de Anjo                    | 21 de novembro de 2016  | 6 de junho de 2018     | 1     | 403  | SBT       | Leonor Corrêa                                | Ricardo Mantoanelli (geral)                                     |                     |
| 9  | O Machão                           | 5 de fevereiro de 1974  | 15 de abril de 1975    | 1     | 371  | Tupi      | Sérgio Jockyman Ivani Ribeiro (argumento)    | Luiz Gallon                                                     | [ 11 ]              |
| 10 | Cúmplices de um Resgate            | 3 de agosto de 2015     | 13 de dezembro de 2016 | 1     | 357  | SBT       | Íris Abravanel                               | Reynaldo Boury                                                  |                     |
| 11 | Floribella                         | 4 de abril de 2005      | 12 de agosto de 2006   | 2     | 344  | Band      | Jaqueline Vargas Patrícia Moretzsohn         | Elizabetta Zenatti Sacha                                        | [ 12 ] [ 13 ]       |
| 12 | A Grande Mentira                   | 5 de junho de 1968      | 4 de julho de 1969     | 1     | 341  | Globo     | Hedy Maia                                    | Fábio Sabag                                                     | [ 14 ]              |
| 13 | Irmãos Coragem                     | 8 de junho de 1970      | 12 de junho de 1971    | 1     | 328  | Globo     | Janete Clair                                 | Daniel Filho Milton Gonçalves Reynaldo Boury                    | [ 15 ]              |
| 14 | Simplesmente Maria                 | 6 de julho de 1970      | 26 de junho de 1971    | 1     | 315  | Tupi      | Benjamin Cattan Benedito Ruy Barbosa         | Benjamin Cattan Walter Avancini                                 | [ 16 ]              |
| 15 | Carrossel                          | 21 de maio de 2012      | 26 de julho de 2013    | 1     | 310  | SBT       | Íris Abravanel                               | Reynaldo Boury                                                  | [ 17 ]              |
| 16 | Poliana Moça                       | 21 de março de 2022     | 24 de maio de 2023     | 1     | 307  | SBT       | Íris Abravanel                               | Ricardo Mantoanelli                                             |                     |
| 17 | Nino, o Italianinho                | 1 de maio de 1969       | 15 de julho de 1970    | 1     | 304  | Tupi      | Geraldo Vietri Walther Negrão                | Geraldo Vietri                                                  |                     |
| 18 | A Fábrica                          | 1 de março de 1971      | 11 de março de 1972    | 1     | 288  | Tupi      | Geraldo Vietri                               | Geraldo Vietri                                                  |                     |
| 19 | A Menina do Veleiro Azul           | 20 de fevereiro de 1969 | 27 de março de 1970    | 1     | 285  | Excelsior | Ivani Ribeiro Teixeira Filho Dárcio Ferreira | David Grimberg Waldemar de Moraes Paulo de Grammont             |                     |
| 20 | Sangue do meu Sangue               | 31 de março de 1969     | 31 de janeiro de 1970  | 1     | 284  | Excelsior | Vicente Sesso                                | Sérgio Britto                                                   |                     |
| 21 | As Pupilas do Senhor Reitor        | 20 de março de 1970     | 6 de março de 1971     | 1     | 279  | Record    | Lauro César Muniz                            | Dionísio Azevedo                                                |                     |
| 22 | Algemas de Ouro                    | 7 de março de 1969      | 21 de março de 1970    | 1     | 275  | Record    | Benedito Ruy Barbosa Dulce Santucci          | Dionísio Azevedo Régis Cardoso Walter Avancini Waldomiro Baroni |                     |
| 23 | Mandacaru                          | 12 de agosto de 1997    | 8 de agosto de 1998    | 1     | 259  | Manchete  | Carlos Alberto Ratton                        | Walter Avancini                                                 | [ 18 ]              |
| 24 | O Homem que Deve Morrer            | 14 de junho de 1971     | 8 de abril de 1972     | 1     | 258  | Globo     | Janete Clair                                 | Daniel Filho Milton Gonçalves                                   | [ 19 ]              |
| 25 | Sangue do Meu Sangue               | 11 de julho de 1995     | 4 de maio de 1996      | 1     | 257  | SBT       | Vicente Sesso                                | Henrique Martins Antonino Seabra Del Rangel Nilton Travesso     | [ 20 ]              |
| 26 | Antônio Maria                      | 11 de julho de 1968     | 3 de maio de 1969      | 1     | 255  | Tupi      | Geraldo Vietri Walter Negrão                 | Geraldo Vietri                                                  | [ 21 ]              |
| 27 | Mulheres de Areia                  | 26 de março de 1973     | 5 de fevereiro de 1974 | 1     | 253  | Tupi      | Ivani Ribeiro                                | Edison Braga Carlos Zara                                        | [ 22 ]              |
| 28 | Chamas da Vida                     | 8 de julho de 2008      | 28 de abril de 2009    | 1     | 253  | Record    | Cristianne Fridman                           | Edgard Miranda                                                  | [ 23 ]              |
| 29 | A História de Ana Raio e Zé Trovão | 12 de dezembro de 1990  | 12 de outubro de 1991  | 1     | 251  | Manchete  | Marcos Caruso Rita Buzzar                    | Jayme Monjardim                                                 | [ 24 ]              |
| 30 | Ribeirão do tempo                  | 18 de maio de 2010      | 2 de maio de 2011      | 1     | 250  | Record    | Marcílio de Morais                           | Edgard Miranda                                                  | [carece de fontes?] |

## Reprises
- A reprise de Cúmplices de um Resgate teve 129 capítulos a mais do que a exibição original. Assim como reprise de Carrossel que teve 82 capítulos a mais que a exibição original e a reprise de Chiquititas que teve 60 capítulos a mais que a exibição original.
- A reprise de Os Mutantes: Caminhos do Coração teve 102 capítulos a menos que a exibição original.
- A reprise de A Escrava Isaura teve 56 capítulos a mais que a exibição original; A reprise de Caminhos do Coração teve 46 capítulos a mais que a exibição original; Assim como Bicho do Mato que também teve 34 capítulos a mais que a exibição original.
- A História de Ana Raio e Zé Trovão foi reexibida pelo SBT, que desde 2008 tinha interesse nas fitas da telenovela, e a reapresentou entre 7 de junho de 2010 e 4 de abril de 2011, na faixa das 22h, em 258 capítulos, 7 a mais que a versão da Manchete. O SBT não cortou as cenas originalmente previstas que fariam a reprise durar apenas 150 capítulos e fez capítulos com uma menor duração em suas últimas semanas.

| #  | Início                 | Término                | Título                             | Cap. | Emissora.                          |
| -- | ---------------------- | ---------------------- | ---------------------------------- | ---- | ---------------------------------- |
| 1  | 12 de setembro de 2016 | 8 de janeiro de 2019   | Chiquititas                        | 605  | SBT                                |
| 2  | 7 de janeiro de 2019   | 25 de novembro de 2020 | Cúmplices de um Resgate            | 486  | SBT                                |
| 3  | 16 de março de 2015    | 13 de setembro de 2016 | Carrossel                          | 392  | SBT                                |
| 5  | 18 de março de 2019    | 5 de maio de 2020      | Caminhos do Coração                | 286  | RecordTV                           |
| 6  | 6 de maio de 2020      | 17 de novembro de 2020 | Os Mutantes: Caminhos do Coração   | 140  | RecordTV                           |
| 7  | 7 de junho de 2010     | 4 de abril de 2011     | A História de Ana Raio e Zé Trovão | 258  | Rede Manchete, reexibição pelo SBT |
| 8  | 19 de setembro de 2016 | 5 de setembro de 2017  | Vidas em Jogo                      | 252  | Rede Record                        |
| 9  | 28 de agosto de 2017   | 7 de agosto de 2018    | Bicho do Mato                      | 247  | Rede Record                        |
| 10 | 12 de novembro de 2018 | 15 de outubro de 2019  | Bela, a Feia                       | 234  | RecordTV                           |
| 11 | 7 de outubro de 2019   | 18 de agosto de 2020   | A Escrava Isaura                   | 223  | RecordTV                           |